# Astra, Unceta y Cía
Astra, Unceta y Cía S.A., actualmente Astra Defense S.A., es una empresa dedicada a la fabricación de armas radicada en la localidad suiza de Sion. Se fundó en el año  1908 en Éibar, Guipúzcoa, en el País Vasco (España). 
En el año 1913 se trasladó a  la localidad vizcaína de Guernica y Luno siendo la primera industria de esa comarca y sirviendo como motor de su industrialización. Tras su cierre en 1997 y la venta de sus patentes al empresario italiano Massimo Garbarino, abrió nuevas instalaciones en  la localidad Suiza de Sion en el año 2008. 

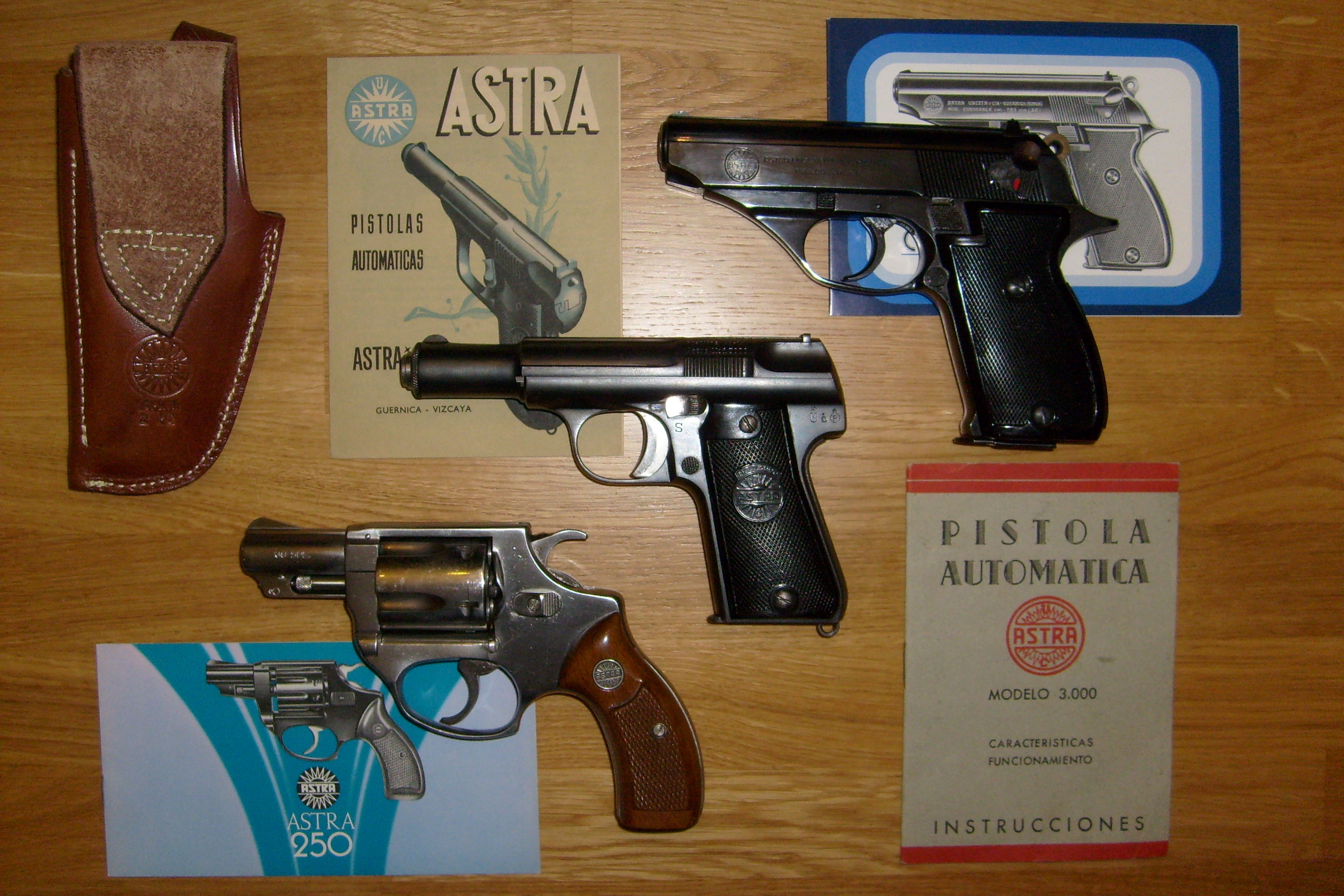
Tres armas representativas de la producción de la firma española Astra a lo largo del tiempo:
- Revólver Astra 250 INOX de 1980.
- Pistola Astra 3000 de 1946.
- Pistola Astra Constable de 1981.
Se incluyen además los manuales de instrucciones originales de cada arma, un folleto publicitario de la década de 1950 y una funda de cuero Astra para pistola compacta.

- Revólver Astra 250 INOX de 1980.

- Pistola Astra 3000 de 1946.

- Pistola Astra Constable de 1981.

Se incluyen además los manuales de instrucciones originales de cada arma, un folleto publicitario de la década de 1950 y una funda de cuero Astra para pistola compacta.

## Historia
El origen de Astra, Unceta y Cía S.A. se remonta a 1903 cuando Juan Esperanza Salvador, un mecánico Oscense, natural de Broto, con experiencia en armas, y el eibarrés Juan Pedro Uncetabarrenechea Cendoya (que luego simplificaría a "Unceta"), comercial ferretero, fundan en la entonces Villa Armera, apelativo por el que se le conoce a la ciudad de Éibar (Guipúzcoa), la empresa "Pedro Unceta y Juan Esperanza" que se dedica a la manufactura del hierro y del acero para la fabricación de diferentes artículos, su publicidad decía "venta de máquinas y accesorios de todas clases". Aún bajo la misma denominación la fabricación de armas estaba realizada por cuenta de Juan Esperanza mientras que la comercialización la hacía Pedro Unceta. En 1908 el taller de Esperanza tenía una plantilla de 6 obreros que dos años después llega a 10. Esperanza se asocia en 1911 con Isidro Gaztañaga creando la firma "Gaztañaga y Esperanza" que contaba con una plantilla de unos 25 trabajadores.

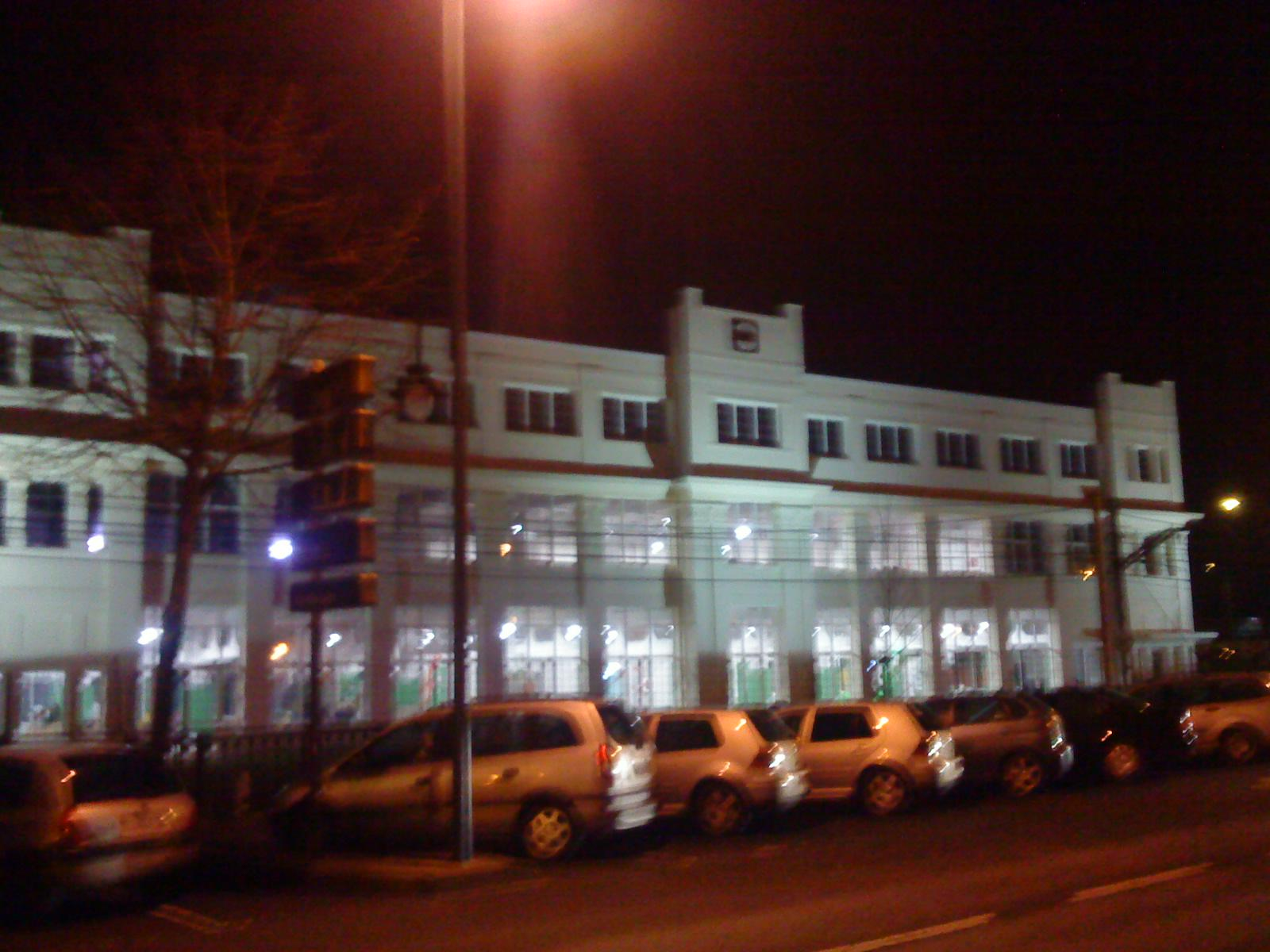
Edificio de oficinas de ASTRA convertido en "Fábrica de Creación autogestionada".

El 17 de julio de 1908 se funda, con un capital inicial de 43.000 pts la empresa "Esperanza y Unceta".
En 1903 "Pedro Unceta y Juan Esperanza" comienza su actividad con una plantilla de 16 obreros y 8 aprendices y comienza la fabricación de piezas varias para otras empresas armeras de la localidad y con algunos trabajos para máquina herramienta. Poco después, en 1914 deben cambiar su denominación a "Juan Esperanza y Pedro Unceta" por haber sido esta la utilizada, por error, desde su fundación.
En 1911 comienza la fabricación de pistolas con la marca "Victoria" que están basadas en diseños de Pedro Careaga Garagarza "Browming 1903" y "1906" y se conceden patentes a nombre de la empresa sobre mejoras en pistolas automáticas. Esta actividad es exitosa y dos años después la empresa dispone de una plantilla de 120 trabajadores. La cesión por parte de Venancio López de Ceballos y Aguirre, Conde de Campo-Giro, de los derechos de fabricación de la pistola que había inventado, conocida como "pistola Campo Giro", y que acababa de ser declarada reglamentaria por el ejército español (lo fue hasta 1921) hace que el futuro se vislumbre aún más prometedor.

### Traslado a Guernica
El crecimiento de la empresa hace necesaria su ampliación y esto hace plantear la salida de la misma de Éibar ya que así también se evitaba el control por parte del "Sindicato de Obreros Pistoleros de Éibar", que tenía un fuerte componente gremial y era partidario del mantenimiento del sistema tradicional de producción, muy artesanal y especializado, lo cual chocaba con los deseos de Juan Esperanza de una modernización de la producción introduciendo maquinaria y reduciendo los maestros armeros. También la filosofía de mantener en secreto los avances tecnológicos y sistemas de producción era un acicate para trasladar, lejos de la competencia de otras empresas armeras eibarresas, las instalaciones.
Se estudiaron diferentes alternativas, incluyendo la de trasladar la empresa a Vitoria pero al final, tras hablar con el alcalde de Guernica, Isidoro de León y Arreguia, y con los influyentes Tomás Gandarias y Guillermo Pradera, el ayuntamiento de Guernica y Luno ofrece a la empresa los terrenos y el pabellón para que se ubique en la localidad, el ayuntamiento de la "villa Foral" aprueba la propuesta el 8 de enero de 1913. El 9 de febrero se puso la primera piedra de los talleres, un pabellón de 63x11 metros realizado por el constructor local Juan Maguregui Mestraitua con un coste de 42.000 pesetas. El pabellón estaba acabado en junio y desde mediados de ese mes hasta finales del mismo se trasladó la maquinaria y el material desde Éibar por ferrocarril al igual que los obreros y sus pertenencias. El día 3 de julio estaban ya produciendo las nuevas instalaciones, las cuales habían sido dotadas de maquinaría moderna que prescindía de personal especializado.
La ubicación de la empresa en Guernica no está ajena a la polémica por el temor de algunos de que la industria trajera las ideas del Movimiento obrero y de los partidos de izquierdas "contaminando" así la sociedad guerniquesa.
La ubicación de "Juan Esperanza y Pedro Unceta" en el barrio de La Vega de la Villa Foral, al lado de la línea del ferrocarril, sirvió de germen para la creación de otras empresas metalúrgicas, como Talleres de Guernica S.A. o Joyería y Platería de Guernica S.A. en las que las familias de Unceta y Esperanza tuvieron un importante papel.
Con el traslado Juan Pedro Unceta cede a su hijo Rufino el control de la empresa y él se dedica a la dirección de su ferretería, Ferretería Unceta. 

#### La Huelga de 1913

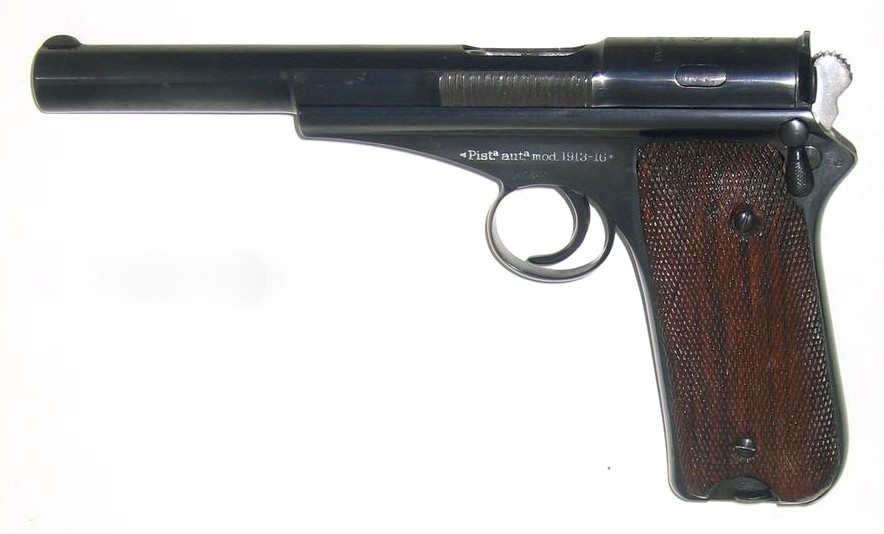
Pistola Campo Giro.

Guernica y Luno eran, antes de 1913, poblaciones eminentemente rurales donde se mantenían los valores de una sociedad tradicionalista y conservadora marcada en lo político y en lo sentimental por los emblemas que significaban el Árbol de Guernica y los Fueros. Sin fracturas en los mecanismos de integración social y sin conflictividad. Dominadas por el tradicionalismo y los monárquicos liberal conservadores, que recibían el apelativo local de estasiñotarras. 
El impulso industrializador que desde la administración municipal, encabezada por el alcalde Isidoro de León y Arreguia y el líder estasiñotarra Juan Tomás Gandarias, se quiere realizar es visto por alguno sectores conservadores como una entrada de valores antisociales que podrían alterar la paz social que hasta entonces se daba en la villa.
El auge de la sociedad eibarresa donde las ideas socialistas y el Movimiento obrero habían propiciado importantes avances sociales se ve desde el estamento conservador guerniqués como un mal a evitar. La favorable oferta realizada a "Esperanza y Unceta" para su asentamiento en la villa es contestada públicamente, aunque de forma anónima, ya que se realizó bajo el seudónimo de "Hortensio", con una carta publicada en el periódico "El Pueblo Vasco" bajo el título "Gérmenes Disolvente" donde se avisa de la 

introducción en aquella villa hoy tan apacible y tranquila de gérmenes de disolución y semillas de rebeldía que trajese en tiempo no lejano lo que lleva el socialismo destructor y tiránico a todas partes donde llega: algaradas, motines, huelgas, inquietudes continuas, siembra de doctrinas impías, alientos para la Revolución, la destrucción, en suma, de todo que ha constituido hasta ahora la tradición del pueblo vasco y la gloria de Guernica.

Se ha estimado que el autor de esa carta fue el historiador y escritor euskaldun Carmelo Echegaray natural de Azpeitia (Guipúzcoa) y residente en la villa.
Lo primero que los obreros eibarreses de "Esperanza y Unceta" hicieron al llegar a Guernica fue fundar el "Sindicato de Obreros Pistoleros de Guernica y Luno" el mismo mes de julio en la que se inauguraron las nuevas instalaciones de la empresa. Este sindicato era una "sociedad de oficio" ligada con su homónima eibarresa.
Quince días después del comienzo de la actividad en las nuevas instalaciones surge un conflicto con el cambio de puesto a seis trabajadores que da lugar a una asamblea y a una negociación con la empresa, uno de esos trabajadores se vuelve a Éibar molesto por lo ocurrido. Poco después el rumor de que los puestos especializados iban a ser ocupados por las mujeres que venían trabajando en el pavón mediante el manejo de maquinaría enrareció más el ambiente al ser estas labores unas de las más especializadas y relacionadas con el oficio de "pistolero". La posición del sindicato chocaba frontalmente con los planes iniciales de los dueños de la empresa que dieron base al motivo de traslado.
Un incidente con un trabajador que pidió permiso para una vista a Éibar y se reincorporó un día después siendo sancionado por ello con un cambio de puesto, perdiendo retribución económica y pasando a ocupar su antiguo puesto un familiar de uno de los dueños con un sueldo menor y sin estar afiliado al sindicato provocó una reclamación que no fue atendida por la empresa que mal contesta la petición.
Los trabajadores comienzan el 23 de septiembre a las tres de la tarde la primera huelga en Guernica en la que, además de la petición de reposición en su puesto del obrero sancionado, los siguientes puntos: 
1. Reducción de la jornada laboral de 10 horas y cuarto a nueve horas.
2. Aumento del 50% a los oficiales que no pasen de un jornal de 6 pesetas.
3. Aumento de 25 céntimos a los obreros oficiales que lleven más de seis meses en la fábrica.
4. El 50% de las horas extraordinarias para los obreros de jornal y un 25% para los de destajo.

Los trabajadores en huelga son 87 y dentro de la fábrica quedan 53. Al tercer día de huelga ya no trabaja nadie, según comunicación del responsable del cuartel de la Guardia Civil en la villa.
El domingo las homilías de los curas en las iglesias de Guernica predican que "la mala hierba había echado raíces en Guernica", a la tarde se celebra un mitin realizado por los huelguistas al cual acuden numerosos vecinos.
Se publican sendos escritos de las partes exponiendo cada una de ellas sus razones y argumentos, la nota de los trabajadores acababa dando al palabra al "pueblo de Guernica" para que juzgue. El lunes 26 de septiembre se reúnen las partes haciendo de intermediarios el alcalde y la Junta Local de reformas Sociales, la propuesta de los intermediarios es rechazada por la patronal y aceptada por los obreros.
Los patronos comunican al alcalde la intención de cerrar la fábrica y este lo participa al gobernador civil tal y como señalaba la ley. Se anuncia el cierre definitivo de la fábrica y se despide a mujeres y niños guerniqueses. Pero el cierre no se produce ya que, custodiados por la Guardia Civil se mantiene trabajando algunos esquiroles. El 3 de octubre se produce un pequeño incidente en el que se enfrentan huelguistas y esquiroles.
En Éibar se consideraba que el conflicto enfrentaba a patronos y obreros eibarreses y los obreros de Esperanza y Unceta recibieron el apoyo de sus compañeros eibarreses. El sindicato de Obreros Pistoleros de Éibar convocó una asamblea en 3 de octubre e hizo una amplia campaña de información en la villa armera pidiendo apoyo social y económico para los huelguistas organizándose una caja de resistencia. La lucha de Guernica se veía en Éibar como un conflicto propio y no se escamotearon esfuerzos para apoyarla. Aparte de la organización de la caja de resistencia, se llamó al boicot de la Ferretería Unceta, propiedad de uno de los dueños de la empresa en huelga.
La llegada de la solidaridad de los obreros eibarreses a Guernica provocó la reacción de las fuerzas tradicionalistas y conservadoras de la villa que comenzaron una campaña de calumnias diciendo que la ayuda que llegaba de Éibar estaba destinada al perjuicio de Guernica y al cierre de su incipiente industria. Los obreros responden con una nota en la que dejan claro el valor de los eibarreses y la razón de los guerniqueses señalando el regalo de dinero público a empresas particulares y calificando de "patrañas" las descalificaciones realizadas.
Los patronos llaman a que se rompa la huelga el día 8 de octubre y comienzan una campaña de contratación en los pueblos de los alrededores de trabajadores no cualificados para poner en marcha la fábrica. Los trabajadores convocan a un mitin el domingo día 12 de octubre en el que se explica como está transcurriendo la huelga y los conflictos surgidos. En el mitin participan destacados dirigentes socialistas.
El mitin molestó mucho a las élites del poder local y también a muchos asistentes que nunca habían participado de una crítica abierta a la iglesia y a los mandatarios locales. Se habló de la situación laboral con detalle y se hicieron referencias a diferentes comportamientos políticos tanto de los estasiñotarras como de los Nacionalistas Vascos.
La prolongación de la huelga y los diferentes incidentes ocurridos fueron limando apoyo popular a la misma. A partir del día 15 de octubre los patronos apoyados por las fuerzas vivas del municipio y de la provincia, se dedicaron a la contratación masiva de toda clase de gentes para suplir a los trabajadores en huelga. Los trabajadores del ferrocarril Amorebieta-Bermeo propiedad de Tomás Gandarias y dirigido por el alcalde Isidoro León comenzaron a trabajar de esquiroles. Numerosas mujeres, jóvenes y niños fueron contratados, aun sin conocimiento alguno, para suplir a los huelguistas.
El 18 de octubre el alcalde vuelve a lanzar una nueva propuesta de solución. Dado que el alcalde había dado señales claras de su alineamiento con los patronos, los huelguistas recelaban de él. La respuesta fue que seguramente la contestación definitiva a su propuesta llegaría desde Éibar. Este anuncio conmocionó a Guernica que temía que la fábrica se cerrara al no poder contar con personal especializado, los huelguistas anunciaron que se quedarían tres o cuatro trabajadores para enseñar el oficio a los nuevos obreros y que algunos guerniqueses se iban a Éibar con ellos.
El 23 de octubre se carga un tren especial con los enseres de los trabajadores, al día siguiente a las dos y media de la tarde salen los obreros y sus familias del local del sindicato precedidos por el estandarte del mismo, van en marcha por las calles de Guernica cantando himnos hasta la estación donde montan en los vagones preparados al efecto y se despiden entre las muestras de apoyo y cariño de los guerniqueses. El convoy avanzó entre los aplausos del público concentrado, no hubo ni un gesto ni una expresión malsonante que enturbiara la despedida. El alcalde telegrafió al gobernador civil; 

de los 84 obreros de la fábrica de armas Esperanza y Unceta declarados en huelga, vuelven a Éibar 80 en ferrocarril, que acaba de salir de esta villa sin haber ocurrido novedad

 Cuatro se quedaron a enseñar el oficio y tres fueron esquiroles.
A las 18:15 horas el tren entraba en la estación de Éibar. Una muchedumbre esperaba a los obreros que habían sabido mantener con dignidad su alto concepto de obreros libres. El recibimiento se hizo en medio de una cerrada ovación y de una salva de aplausos. En manifestación se llegó hasta la Plaza de Unzaga, que recibía en aquel momento el nombre de Plaza de Alfonso XIII, donde hablaron un representante de la Casa del Pueblo y otro de la Sociedad de Obreros Pistoleros. A la noche se realizó una velada artística cuya recaudación se destinó a los huelguistas y a sus familias. 
Los dueños de Esperanza y Unceta lograron plenamente los objetivos por los cuales decidieron salir de Éibar, escapar del control sindical, distanciarse de la competencia, ocultar su tecnología y medios de fabricación y hacerse con una plantilla no especializada, nueva y dócil. 
La actividad industrial cuajó en el municipio y con ella nuevas costumbres y culturas políticas. Poco después de su vuelta a Éibar un grupo de trabajadores volvieron a Guernica y junto a los que se quedaron para enseñar el oficio y un grupo de inversores locales fundaron el 21 de enero de 1914 la empresa S.A. Alkartasuna que fabricó la prestigiosa pistola "Alkar".
- Éibar y la industria armera: evidencias de un distrito industrial.
- Gernika-Lumo, 1913. Industrialización, movimiento obrero y conflicto social: la huelga de “Esperanza y Unceta”.

### La Primera Guerra Mundial
La Primera Guerra Mundial hace que el mercado de las armas sufra un importante auge. Entre 1914 y 1918 "Esperanza y Unceta" venden, principalmente a Francia y a Italia, más de 100.000 pistolas además de las más de 13.000 unidades de la pistola Campo-Giro que se suministra al Ejército Español. En estos años comienzan a salir productos con la marca "ASTRA" que acabaría marcando toda la producción de la empresa.
En 1919, al ceder Pedro Unceta oficialmente su parte a su hijo Rufino la empresa cambia de denominación, pasando a llamarse "Esperanza y Unceta". Dos años después, en 1921, la pistola Campo-Giro deja de ser la pistola oficial del Ejército Español y se comienza la fabricación de la pistola Astra n.º 1921, también conocida como Astra 400, que pasó, al ganar el correspondiente concurso, a ser usada por el ejército. Esta pistola se hizo popular en otros muchos países. Una versión simplificada de esta arma, el modelo 300, fue adoptada por otros organismos militares y de seguridad, tanto de España como del extranjero. También fue el arma reglamentaria de algunos países latinoamericanos durante las décadas de los años 20 y 30 del siglo XX.

### Esperanza abandona la sociedad
En 1925 la familia Esperanza sale de la empresa y entra en ella Canuto Unceta, primo de Rufino, y la empresa pasa a denominarse "Unceta y Cía.". Estos cambios tiene dos consecuencias, por un lado Rufino Unceta pasa a ser el socio mayoritario y por otro se hace cargo de la dirección técnica. Juan Esperanza funda la empresa "Esperanza y Cía." que poco después trasladó a la vecina localidad de Marquina-Jeméin, dedicándose a producción material bélico, principalmente morteros.
El final de la Primera Guerra Mundial abrió una gran crisis en el sector armero. "Esperanza y Unceta" solventan la misma con la producción de las pistolas Modelo 400 y 300 y comercializando con nombre propio la fabricación de armas de todo tipo que suministraban otros fabricantes de Éibar y Ermua.
Las pistolas de la "Serie 900", basadas en la Mauser alemana, incorporan el tiro ametrallador y la posibilidad de poder ser encajadas en una culata que permitía su apoyo en el hombro. Estas pistolas fueron muy populares en China a finales de los años 20 y principios de los años 30, llegando a abrir una filial de "Unceta y Cía." en Shanghái en 1931 con el fin de comercializar las armas denominada "Astra China Company Limited" mediante la cual llegó a exportar unas 13.000 pistolas del modelo 900 a aquel país.

### La guerra civil española
Como todas las fábricas de armas "Unceta y Cía." fue intervenida por las autoridades republicanas al comienzo de la guerra civil española en julio de 1936. Al quedar el frente detenido a la altura de Éibar, quedando la ciudad en plena línea de fuego, una parte de los talleres de armas se trasladan a Bilbao y a Guernica. En la primavera de 1937 las tropas franquistas rompen la línea del frente y avanzan tomando toda la provincia de Vizcaya. El 26 de abril de 1937 se produce el bombardeo de Guernica por la aviación alemana que colabora con los alzados contra la legitimidad republicana. Las instalaciones de "Unceta y Cía." sufren muy pocos daños de tal forma que cuando Guernica fue ocupada por el bando sublevado "Unceta y Cía." pasa a producir armas para sus ejércitos. Se fabricaron más de 28.000 pistolas, 130.000 piezas de repuesto para ametralladoras y 347.000 piezas de otro material de guerra.
Con el fin de la guerra y la alineación del régimen de Franco con las potencias del Eje, estas se convierten en el mercado de los productos de "Unceta y Cía." que llegó a vender a la Alemania Nazi más de 100.000 pistolas. En el año 1942 se transforma, sin cambios en el accionariado, en Sociedad Anónima pasando a denominarse "Unceta y Cía. S.A.".

### El franquismo
El aislamiento de España después de la Segunda Guerra Mundial reduce el mercado al mercado interior. En el concurso de 1946 para proveer de pistolas al ejército sale ganadora le empresa eibarresa STAR, Bonifacio Echeverría S.A. haciendo que "Unceta y Cía. S.A." viera muy reducida su venta de armas. Esto hace que la empresa busque una diversificación de su producción realizando piezas para maquinaria textil y herramientas neumáticas. También se realizan varias ampliaciones de capital en la que participa el Banco de Vizcaya con una importante adquisición de acciones. La familia Unceta mantiene su participación relevante y Rufino ocupó la presidencia de la compañía mientras que sus hijos, José Luis y Augusto Unceta, ocuparon diferentes puestos en la dirección. Augusto Unceta ostentó diferentes cargos políticos y en 1977, cuando era Presidente de la Diputación de Vizcaya fue asesinado por ETA.
En 1953 la empresa adquiere el nombre con el que fue conocida mundialmente, el de "Astra, Unceta y compañía S.A.". En la década de los 50, apoyándose en las operaciones especiales de fomento a la exportación, la producción de pistolas se recupera. En 1958 se celebra el 50 aniversario de la creación de la compañía y se le concede a Rufino Unceta la Medalla de Oro al Trabajo.
En los años 60 se vuelven a perder mercados pero las exportaciones se mantiene gracias a las subvenciones a la exportación que se daban desde el gobierno. La década de los 70 fue de marcado declive al dificultarse mucho el mercado de EE. UU. lo que hizo que se fuera bajando la producción y con ella la plantilla. La conflictividad social y política del ese tiempo ayudó a la pérdida de estabilidad y dificultó el ya complicado panorama comercial y productivo.

### La crisis y el cierre
La coyuntura internacional y la entrada de España en la Comunidad Económica Europea fueron dejando a Astra sin mercado y la empresa fue perdiendo plantilla. De los 438 trabajadores de 1970 se pasó a los 408 en 1975 y a 355 en 1982. En 1990 solo quedaban 230 trabajadores. 
Los esfuerzos de lanzar nuevos productos no alcanzaron los objetivos deseados como tampoco lo hicieron los intentos de reflotar la empresa como "Astra Sport S.A." o "Astra Sport Guerniquesa de Mecanizado Tratamiento y Montaje de Armas S.A.". En los años 90 el Gobierno Vasco impulsa una reunificación de las tres empresas del sector del arma corta que había en Euskadi, junto a Astra, la Star de Éibar y Gabilondo de Vitoria, todas ellas en situación precaria. Gabilondo, controlada políticamente por el PSOE, el Gobierno Vasco estaba en manos del PNV, no acepta la propuesta y queda fuera de la misma. La Star, después de un intento de reducción de plantilla en la cual los trabajadores despedidos eran mayoritariamente de CC.OO. y UGT (tanto la presidencia del comité de empresa como la gerencia de la empresa estaban en las manos de un miembro de ELA al haber cedido la mayoría de las acciones en propiedad del Gobierno Vasco al comité de empresa abortado por los tribunales), cierra el 27 de mayo de 1997. [cita requerida]
Poco después, en 1998, acogiéndose al plan de reestructuración del arma corta que propone el Gobierno Vasco los "restos" de STAR, manteniendo sus patentes, se unen a con ASTRA fundando ASTAR (ASTAR = AStra + sTAR) y estableciendo sus instalaciones en Amorebieta. La nueva empresa no llegó al año de vida.
La liquidación definitiva de Astra, Unceta y Compañía S.A. se realizó en el año 1999. En el año 2006 se derruyen los edificios a excepción del de oficinas, que había sido comprado en los años 60 a S.A. Talleres de Guernica y tiene cierto valor monumental.

### Astra Defense (Suiza)
En 2008 el empresario italo guerniqués, Massimo Garbarino Macazaga  compra las patentes de Astra, Unceta y compañía S.A. y crea en la ciudad Suiza de Sion, en Valais, la empresa "Astra S.A." que comercializa sus productos bajo la marca "Astra Arms". La empresa ha establecido una línea de fabricación de pistolas de alto nivel tipo 1911 (el modelo  US  y el modelo  Daytona ), así como una línea de fabricación para rifles AR-15 (el Los modelos  StG-16, StG-15  y  StG-4 ), que se distribuirán en los mercados civiles que en ese momento carecían de productos estadounidenses similares, cuya exportación requiere la expedición de un Certificado de usuario final. En la actualidad, los productos de Astra S.A. se distribuyen en el mercado civil europeo y en el mercado militar de América Central, Sudamérica, Asia y África.
En el campo militar se ha especializándose en la fabricación de fusiles y ametralladoras ligeras como principal mercado. 
Astra Defense hace suyo el patrimonio tecnológico, histórico y filosófico de "Esperanza y Unceta" junto con la calidad que reconocida de las manufacturas suizas manteniendo la producción de armas bajo la marca "ASTRA".
Además de la fabricación de armas la compañía presta servicios de mantenimiento de armas cortas, rifles de asalto y ametralladoras. Actualizaciones de armas tipo M16, AK-47, FAL y G3 pudiendo personalizar las mismas. Mantiene un área de consultoría y formación y da servicio de destrucción y eliminación de armas.

## Algunos modelos de armas Astra

### Campo-Giro
Esta pistola semiautomática fue inventada por Venancio López de Ceballos y Aguirre, conde de Campo-Giro y teniente coronel de artillería. La desarrollo en Oviedo y la presentó el 25 de enero de 1905. 
El 30 de junio de 1912 una comisión del ejército da buenos informes del arma y el 24 de septiembre de ese mismo año un Real Decreto la designa pistola oficial de las fuerzas armadas españolas. El 4 de enero de 1914 otro Real Decreto especifica que la pistola reglamentaria es la "pistola Campo-Giro, de 9 mm., Modelo 1913" con la namePist ª ª Aut. mod.1913. Fue la pistola reglamentaria hasta 1921. 
La pistola Campo-Giro es de diseño un tanto complejo. El resorte interno está enrollado alrededor del cañón que le sirve como guía y las ranuras de seguimiento de la corredera están encima del guardamonte.
El modelo de 1916 incorpora mejoras realizadas por el propio diseñador. Destaca la introducción de un muelle debajo del cañón que amortigua el retroceso y el traslado del reten del cargador.
La producción de esta pistola se extendió hasta el año 1921 cuando deja de ser la pistola oficial del ejército y es sustituida por "modelo 1921" también fabricada por "Esperanza y Unceta".
Sus características son:
| Calibre | Cañón  | Munición   | Cargador    | Alcance efectivo | Alcance máximo | Presión de la cámara inferior | Energía boca | Velocidad inicial |
| 9 mm    | 140 mm | 9 mm Largo | 8 cartuchos | 50 m             | 2.000 m        | 2500 Kp/cm²                   | KPM 53       | 355 m / s         |

### Astra 200 FN modelo 1906
Esta pistola semiautomática era una réplica de la Browning FN Modelo 1906. Desde el comienzo de su fabricación hasta 1967 en que se dejó se producir se hicieron 234.105 pistolas de este tipo.

### Astra 400
La Astra 400 fue una pistola semiautomática reglamentaria del ejército español y del cuerpo de carabineros en 1921 hasta 1946 sustituyendo a la Campo-Giro y Bergmann. Se diseñó en 1920 y desde 1921 hasta 1946 se fabricaron unas 105.000 armas. Con doble sistema de seguridad (seguro manual y seguro de empuñadura), martillo percutor oculto y ventana de extracción a la derecha, destacó por su fiabilidad y resistencia.
Pudiendo disparar toda clase de cartuchos de 9mm, aunque solo aconsejable en caso de emergencia.
La usaron los ejércitos de Chile, Alemania y España en las contiendas bélicas en la que esos países participaron.
Sus características son:
| Calibre         | Cañón  | Munición                      | Cargador    | Longitud del arma | Velocidad | Peso                | Altura | Grueso de la empuñadura |
| --------------- | ------ | ----------------------------- | ----------- | ----------------- | --------- | ------------------- | ------ | ----------------------- |
| 9 mm largo (38) | 150 mm | 7,63 x 25 Mauser 9 x 23 Largo | 8 cartuchos | 224 mm            | 425 m/s   | 1.015 g, descargada | 136 mm | 32 mm                   |

### Astra 300
La Astra 300, conocida como «purito», es más pequeña que la 400 y comparte características similares. Se fabricación se prolongó desde 1923 hasta 1946. Fabricada en tres calibres diferentes el 9 Largo, 9 mm Corto y el 7,65 Browning. Fue un arma que usaron los pistoleros falangistas.[cita requerida]
De construcción simple con una corredera tubular y con un poderoso extractor, tiene un cañón que se une al armazón mediante cuatro resaltes encajan a la altura de la recámara. Funciona por inercia. Posee tres seguros, de aleta, de cargador y de empuñadura que hace que la pistola no se pueda disparar si no es correctamente empuñada. El hecho de que el martillo este oculto hace que no se pueda saber el estado del arma. Sin ser un arma hermosa, su fabricación robusta usando aceros de la mejor calidad la distingue a nivel mundial, con cadencia de tiro aceptablemente rápida y excelente funcionamiento.
Características
- Calibre: 9 mm largo,9 mm corto y 7.65 mm (.32 acp)
- Capacidad del cargador: 7 cartuchos
- Largo del caño: 101 mm
- Largo total: 160 mm
- Altura: 103 mm
- Peso 560 gramos
- Miras: fijas

### Astra 600
El Gobierno de España, como parte del pago de la deuda contraída con Alemania durante la guerra civil española, envió 5950 pistolas Astra 400 a Alemania en 1941, donde se denominaron "P.62". El resultado fue tan bueno que el ejército alemán encargó 40 000 unidades con destino a la Wehrmacht y la Luftwaffe, pero solicitándolas en menor tamaño y adaptadas al calibre 9 mm Parabellum que era el más habitual en la Alemania de la época, apareciendo así el modelo Astra 600 (la denominación completa fue de ASTRA Modelo 600/43 y en Alemania recibió el nombre de Pistolen 600/43 o simplemente P.43.). 
Hasta la invasión aliada fueron entregadas 10.850, pero, dada la interrupción de las comunicaciones entre España y Alemania tras el Desembarco de Normandía, se frustró la entrega del total de armas pedidas. No obstante lo anterior y dado que ya habían sido pagadas, estas armas fueron finalmente entregadas, una vez finalizada la contienda, a las nuevas autoridades germanas, destinándose la mayoría de ellas a la policía de la República Federal de Alemania.
Así pues, de las 49.000 Astra 600 producidas entre 1.943 y 1.946, 42.000 fueron a Alemania, existiendo también pequeños encargos realizados por Chile, Jordania, Turquía y la Armada Portuguesa (que adquirió 800).
Características
- Longitud total: 205 mm
- Longitud cañón: 134 mm
- Peso: 950 g
- Calibre: 9 mm Parabellum.
- Capacidad: 8 cartuchos
- Ánima: 6 estrías

### Astra 700
La pistola Astra 700 fue un arma muy parecida a la pistola Ruby que era fabricada por "Gabilondo y Urresti". Procede de una puesta al día del modelo 400 donde se ha aligerado el bastidor y se sigue una línea de diseño más curvo. Se hicieron 19 prototipos y su fabricación no se llegó a realizar al no ser aprobada por el ejército español.

### Astra 900
La Astra Modelo 900 era una pistola semiautomática que estaba inspirado en la alemana Mauser C96 con la que comparte calibre, capacidad de cargador y modelo de funda. Se realizaron varios modelos diferentes; los ASTRA 900, ASTRA 901, ASTRA 902, ASTRA 903, ASTRA 904 y ASTRA E en calibre 7,63 y el ASTRA F en calibre 9 mm. 
La fabricación comenzó en 1927 con el modelo ASTRA 900 y finalizó en 1961 con el modelo Astra F: 548 ensamblados a partir de piezas almacenadas. En sus diferentes versiones fue utilizada por los ejércitos de España, Alemania, Egipto, India, Irak y República de China y en las contiendas que esos países protagonizaron (guerra civil española, segunda guerra sino-japonesa, Segunda Guerra Mundial y guerra civil china).
Sus características son:
| Calibre        | Cañón  | Munición                      | Cargador                                       | Sistema                         | Velocidad | Peso                 | Longitud | Alcance |
| -------------- | ------ | ----------------------------- | ---------------------------------------------- | ------------------------------- | --------- | -------------------- | -------- | ------- |
| 7,63 mm y 9 mm | 140 mm | 7,63 x 25 Mauser 9 x 23 Largo | Interno fijo o extraíble, de 10 o 20 cartuchos | recarga accionada por retroceso | 425 m/s   | 1.130 g , descargada | 288 mm   | 200 m   |

### Astra 3000, 4000 (Falcon) y 800 (Cóndor)
Astra 3000
Este modelo es una actualización de la Astra 300 que se diseñó en 1946 e introdujo importantes cambios, como la variación del ángulo de la empuñadura para lograr una mejor ergonomía, la ubicación del botón de liberación del cargador por detrás del guardamonte, la práctica de dos rebajes en la parte posterior de la corredera y un indicador de cartucho en recámara. 
Se fabricó en los calibres 9 corto (.380 ACP) y 7'65 x 17 Browning (.32 ACP), manteniéndose su producción hasta 1956, cuando fue sustituida por el modelo 4000 (Falcon).
Astra 4000 (Falcon)
Esta arma fue presentada en 1956 como sustituta del modelo 3000, incorporando como principal novedad que el martillo percutor es externo, siendo la primera pistola Astra en presentar esta característica. Mantiene la forma del botón de liberación del cargador de su antecesora, pero recuperando su posición original bajo la cacha izquierda, y se le ha eliminado el seguro de empuñadura. El alza es regulable y la longitud total del arma es mayor que la del modelo 3000 pero con un cañón similar. El cargador podía cargar un cartucho más que los anteriores modelos, 7 cartuchos de calibre 0.380 y 8 de calibre 0.32. La empuñadura se realizó primero en plástico negro o marrón en la que aparecía la marca ASTRA y la palabra "Falcon" luego se hicieron en madera de nogal.
Esta pistola fue muy apreciada en Oriente Medio aunque no gustó en el mercado norteamericano. También se ofreció en calibre 0.22 largo. Se produjeron algunas variantes experimentales, como las 220 "Falcon 7" (por su cañón de 7 pulgadas) producidas entre 1957 y 1958 o los prototipos de cerrojo plano, cesando completamente su producción en 1964 tras superar las 400.000 piezas fabricadas, siendo con mucho el más numeroso de todos los "puros".
Astra 800 (Cóndor)
Este modelo fue un rediseño del modelo 600 con calibre de 9 mm Parabellum realizado a mediados de la década de 1940 pero no se comenzó a fabricar hasta 1958. Como en el modelo 4000, las innovaciones principales fueron poner el martillo percutor externo y quitar la seguridad de agarre. También llevó el sistema de extracción del cargador en la empuñadura en la parte izquierda abajo. Las cachas fueron de plástico negro con el logotipo de Astra y la palabra "Cóndor". Se dejó de fabricar en 1968.

### Astra A-50, Constable, Constable Sport, Constable II y A-60
Partiendo de la famosa pistola Walther PPK, Astra realizó una revisión de la misma en los calibres 9 corto, 7'65 x 17 Browning y 22 LR, manteniendo la estética y el sistema de cañón fijo, pero mejorando el original en algunos aspectos.
Lanzado en 1960, el modelo A-50 era de simple acción y fue reemplazado en 1964 por el modelo Constable, cuya principal diferencia respecto del anterior era la inclusión de un sistema de disparo mediante doble acción y la reubicación del seguro de aleta, que pasa de estar en el armazón a estar en la corredera. El modelo Constable fue revisado en 1982, dando lugar a la Constable II, arma de funcionamiento idéntico a la Constable original pero que contenía algunos cambios en su mecánica interna (especialmente en lo concerniente al seguro de aleta). El modelo Sport fue una variante dirigida a los tiradores deportivos, únicamente disponible en el calibre 22LR y con una extensión del cañón que alcanzaba las 6 pulgadas (frente a las 4 pulgadas de los modelos normales).
Finalmente, en los años 1990, este diseño sufrió una última revisión de cuyo fruto nació la Astra A-60, una de cuyas novedades fue la incorporación de un cargador de doble hilera, que permitía disponer de 13 + 1 cartuchos en su versión del 9 corto, frente a los 7 + 1 de los modelos anteriores.
En general, son todas ellas armas de muy buena calidad, fiables y robustas, que gozaron (y aun gozan) de gran aceptación y popularidad entre los miembros de las Fuerzas y Cuerpos de Seguridad del Estado por su gran valía como armas de autodefensa, siendo en su día exportadas con gran éxito a países de todo el mundo, especialmente a los Estados Unidos.

### Modelos A-80, A-90 y A-100
El modelo A-80 fue desarrollado en 1982 bajo licencia de Sig-Sauer P220. Contaba con una cargador de doble columna con una capacidad para 15 cartuchos de 9 mm. 
En 1985 se desarrolla el modelo A-90 que incluye un avance en la seguridad del arma, pero complica su manejo y eleva el precio. En 1990 sale el modelo A-100 que mantiene los avances en la seguridad pero solventa sus inconvenientes.
Sus características son:
Astra A-80
- Calibres : 9 mm Parabellum,7,65 mm Parabellum, 9 mm Largo, .38 Super, .45 ACP
- Longitud: 18 cm
- Longitud del cañón : 9,5 cm
- Peso sin carga: 0,985 kg
- Capacidad del cargador: 15 cartuchos (9 mm), 9 cartuchos (.45)

Astra A-90
- Calibres : 9 mm Parabellum, .45 ACP
- Longitud: 18 cm
- Longitud del cañón: 9,5 cm
- Peso sin carga: 0,985 kg
- Capacidad del cargador: 17 cartuchos (9 mm), 9 cartuchos (.45)

Astra A-100
- Calibres : 9 mm Parabellum, .40 S&W, .45 ACP
- Longitud: 18cm
- Longitud del cañón: 9,5 cm
- Peso sin carga: 0,985 kg
- Capacidad del cargador: 15 cartuchos (9 mm), 13 cartuchos (.40), 9 cartuchos (.45)

### Revólveres Astra

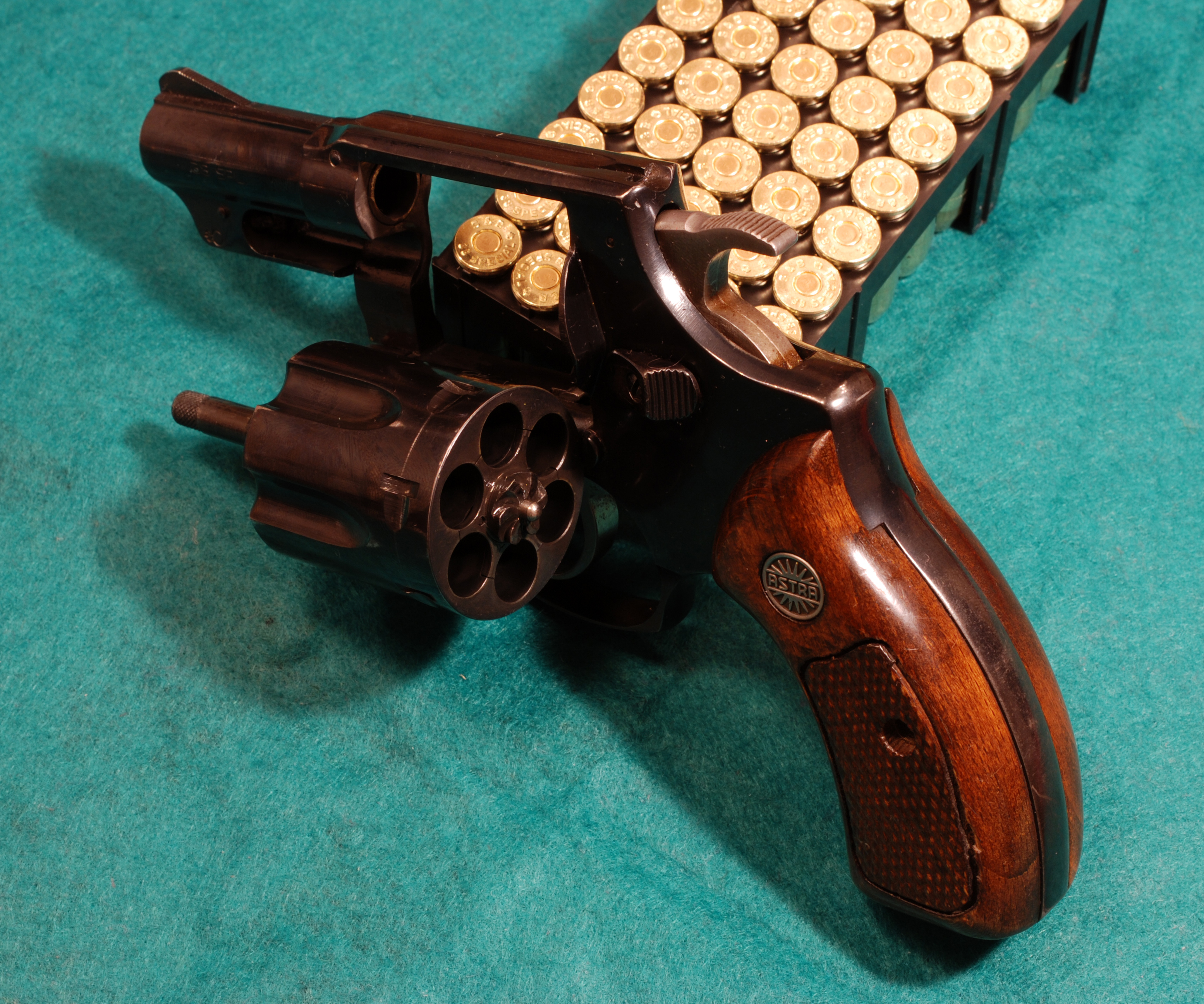
Astra 680

Astra también destacó en la fabricación de revólveres, dedicando su producción a la manufactura de copias de revólveres norteamericanos con ligeras modificaciones sobre los diseños originales. Aunque existieron además algunos modelos anteriores a 1.958, prácticamente experimentales, los más importantes modelos producidos fueron los siguientes:
Astra Cadix: Fabricado entre 1.958 y 1.973, su producción inicial se llevó a cabo como una forma de celebración por el 50 aniversario de la compañía. Basado en el modelo Smith & Wesson 36 "Chief Special", estuvo disponible en una amplia variedad de calibres, siendo 5 el número de cartuchos disponibles en el tambor para su versión del 38 Special.
Astra 250: Versión especial para defensa del modelo Cadix, calibrado en 38 Special (también existieron algunos en 22LR), con tambor de 5 cartuchos y con un cañón de apenas 2 pulgadas. Muy usado durante años por los miembros de las Fuerzas de Seguridad del Estado como arma particular para portar de paisano, debido a su gran fiabilidad.
Astra NC6: Versión mejorada del Astra Cadix, del calibre 38 Special y con la especial característica de poder albergar 6 cartuchos en su tambor (NC6 significa New Cadix 6).
Astra 357 y Police: Versión española del Smith and Wesson 28 “Highway Patrolman”, fue creado en 1.971 y revisado en 1980 dando lugar al modelo Police, que a partir de 1.984 incluía un tambor intercambiable del calibre 9 Parabellum.
Astra 960: Versión del modelo 357 recalibrado en 38 Special, es probablemente el revólver de mayor calidad jamás fabricado en España. Comenzando su producción en 1.972, contaba con una capacidad de 6 cartuchos en su tambor. Fue reglamentario en la Policía Nacional hasta 1.981, cuando comenzó a ser progresivamente sustituido por la pistola Star 28 PK.
Astra Match: Versión del modelo 960 para tiro deportivo con la doble acción desactivada. Cuenta con un sistema de regulación del disparador, elementos de puntería apropiados, cacha generosa y dos longitudes de cañón adaptadas a las normas deportivas. Los cañones eran seleccionados de entre los de primer brochado. En España fue muy utilizado para la modalidad de Fuego Central.
Astra 680: Versión del modelo 960 pensado para defensa, que sustituyó al modelo 250 a partir de 1.982. Disponible en calibre 38 Special, con dos pulgadas de cañón y capacidad para alojar 6 cartuchos en su tambor.
Astra Serie 40: Contando con los modelos 41 (41 Magnum), 42 (22 LR), 44 (44 Magnum) y 45 (45 ACP), estuvo en producción entre 1980 y 1993.
Astra Terminator: Fabricado en los calibres 41 y 44 Magnum durante la década de 1980.

### Armas de ASTRA DEFENSE
ASTRA Defense, la empresa sucesora de ASTRA, Unceta y Cía, ubicada en Suiza, se especializa en rifles basados en el Colt M4, subfusiles y ametralladoras, fabricando también lanzadores.
Rifles de asalto (basado en el AR-15)
- STG4 MKIII MK

RK Pistol 7.5"
RK Commando 10.5"
RK Carbine 14.5"
- STG4 MKIII EK

RK Pistol 7.5"
RK Commando 10.5"
RK Carbine 14.5"
- STG4 MKIII AAC RK
- STG4 MKIII AAC EK
- STG4 MKIII M43 RK
- STG4 MKIII M43 EK

Ametralladoras
- MG556 - Light Machine Gun
- MG762 - General Purpose Machine Gun
- MG127 - Heavy Machine Gun

Lanzadores
- GL203 GRENADE LAUNCHER 40mm
- SL203 LAUNCHER 12/70

## El edificio de Guernica

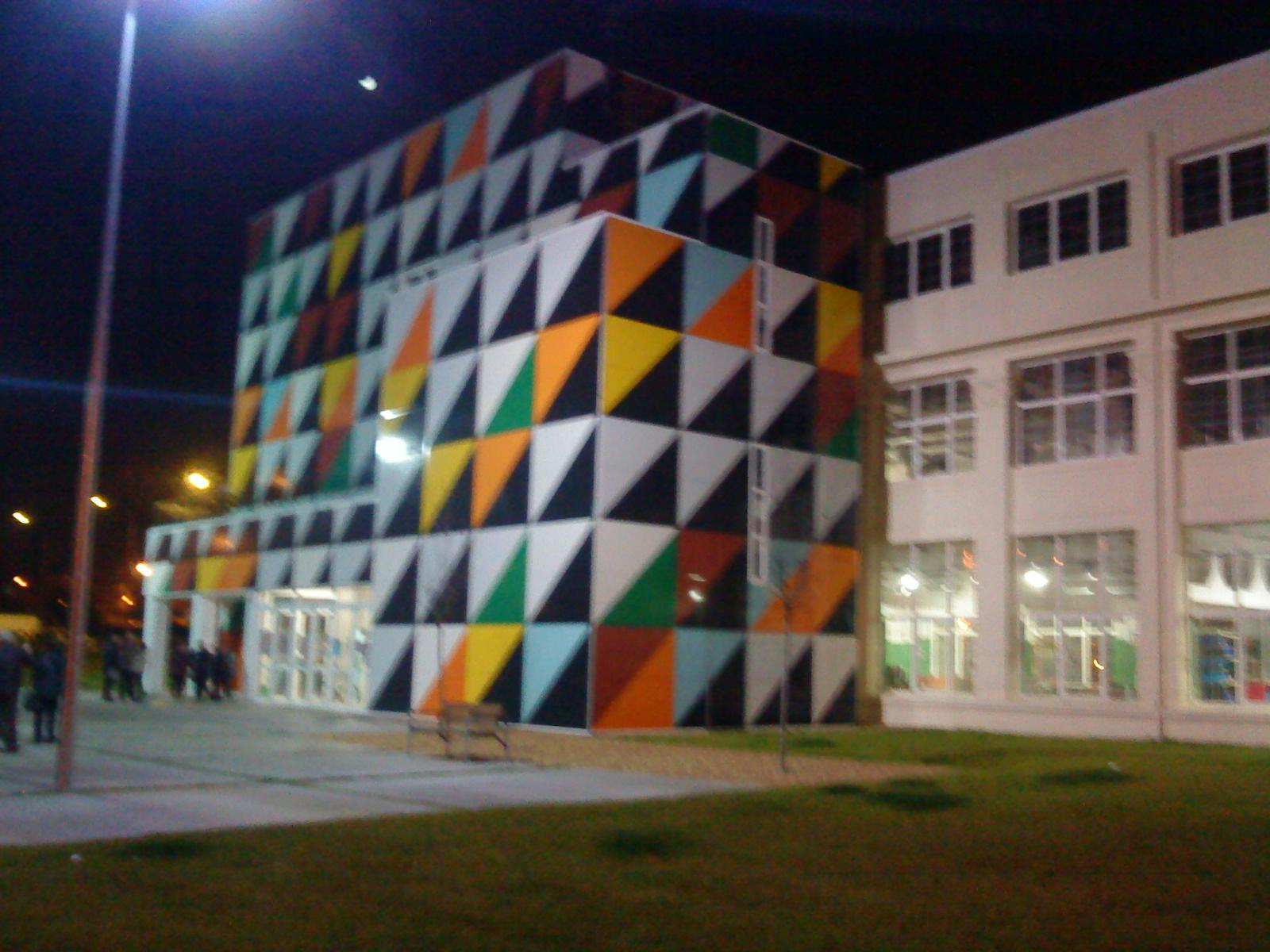
Edificio de oficinas de ASTRA convertido en "Fábrica de Creación autogestionada".

El edificio que la empresa ASTRA, Unceta y Cia, S.A. compró en el año 1968 a S.A. Talleres de Guernica para ubicar su sede administrativa fue construido en 1918 (los talleres se habían acabado en 1916) para esa empresa por el arquitecto bilbaíno Ricardo de Bastida y Bilbao y se realizó en el contexto de instalación de diferentes industrias de transformación metálica en la zona de Basabarrena de Guernica a lo largo de la vía del ferrocarril Amorebieta-Bermeo. 
Es un edificio de estética déco en el que convergen elementos del cubismo, constructivismo ruso y del futurismo italiano suavizados y adaptados al gusto de la burguesía vizcaína del momento, principales clientes de Bastida. Mantiene una decoración simplificada y geométrica, de abundante follaje de gusto clásico, en los capiteles de las columnas que conforman lo vanos donde se abren ventanales subdivididos en pequeños compartimentos mediante montantes con indudable sabor británico, muy influyente en Vizcaya a principios del siglo XX.
La verticalidad de la construcción es otra de las características déco que se manifiesta claramente en este edificio. Está verticalidad se consigue gracias a las estilizadas pilastras, los estrechos intercolumnios y los vanos ocupados por lo ventanales en casi toda su superficie. El añadido de la tercera planta desarrolla las calles central y extremas en la fachada principal con lo que se incrementa la tensión ascensional.
En los años 30 del siglo XX se realizó un recrecido añadiendo una planta más. En 1968 Astra, Unceta y Cía. compra el edificio para convertirlo en su sede administrativa.

Después de la liquidación definitiva de la empresa en 1999 los edificios que conformaban sus instalaciones fueron derribados para la construcción de viviendas en el año 2006. El edificio de oficinas se mantuvo en pie y la presión social, impulsada desde el movimiento social "Astra Gernikentzako" (Astra para Guernica), logró que no se destruyera y pasara a depender del ayuntamiento, teniendo la intención de dedicarlo a equipamiento cultural.
El 8 de septiembre de 2012 se presenta, después de 10 meses de obras y una inversión de 1,5 millones de euros, la remodelación del edificio, realizada por el gobierno vasco dentro de su programa "fábricas de creación", destinado a equipamiento cultural convertido en un centro multidisciplinar con una superficie útil de 2.600 metros cuadrados. 
La intervención conserva la fachada principal del edificio mientras que en la trasera se le ha añadido un anexo multicolor realizado por Liam Gillick.
El equipamiento está gestionado por Astra Koordinadora, colectivo jóvenes y asociaciones sociales y culturales de la localidad (un total de 14 asociaciones). Tres representantes de la coordinadora junto a miembros del ayuntamiento forman el Astra Batzordea que será quien se encargue directamente de la gestión.

## La sirena

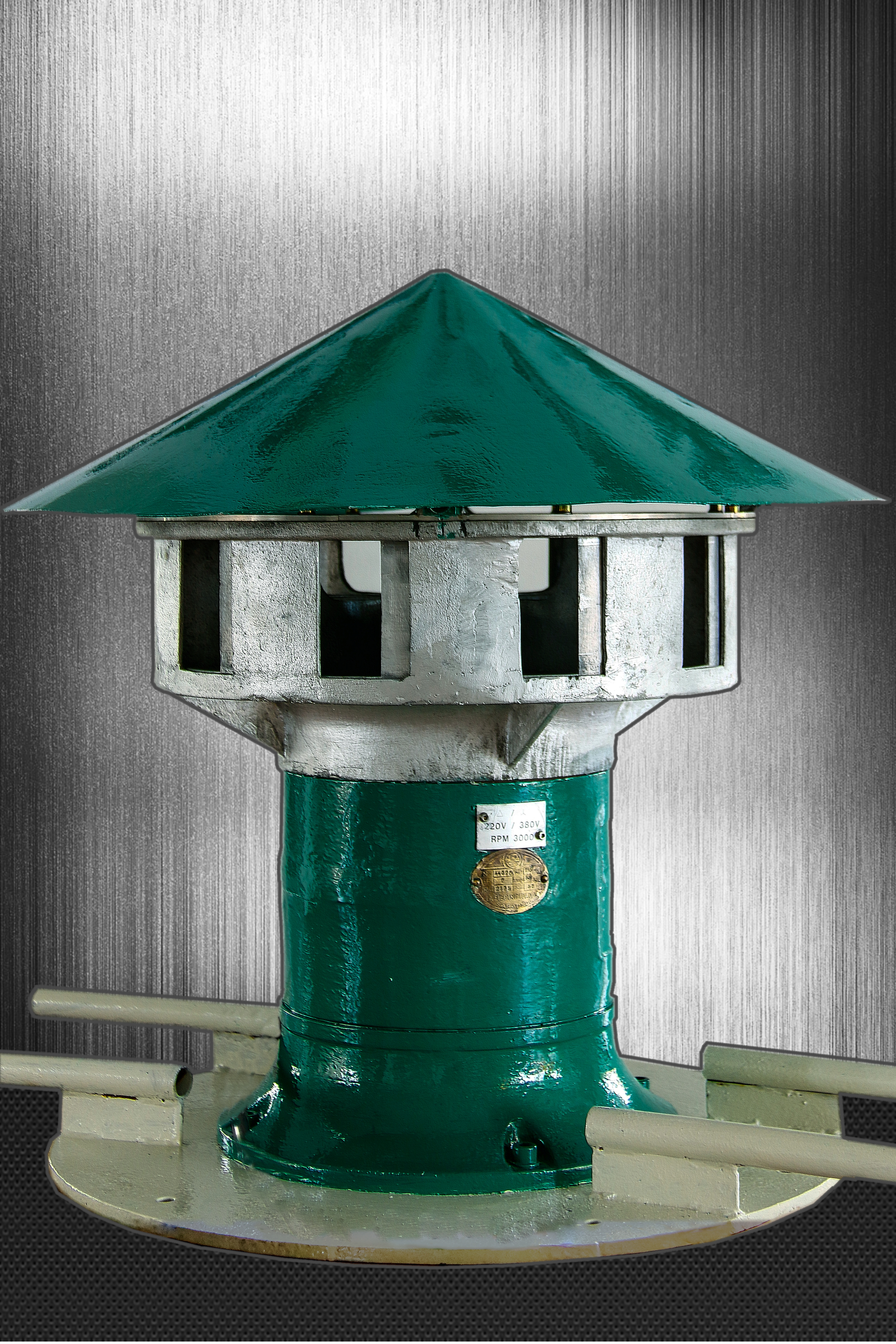
Sirena de la fábrica de pistolas ASTRA, Unceta y Cía de Guernica. Conserva y restaurada en el centro cultural Astra (autor: Toribio Manuel Beares Santerbas / Gernikazarra).

La sirena que marcaba las horas de entrada y salida de los diferentes turnos de trabajo de la fábrica estaba ubicada en cubierta del edificio principal. Es una sirena construida, tal y como indica su placa de características, en la empresa catalana «La Electricidad, SA» (LESA) de Sabadell.
Durante la guerra civil española fue la encargada de dar el aviso de peligro de bombardeo y la que sonó durante  el bombardeo de Guernica el 26 de abril de 1937. Ese día a las 15:30 horas (hora republicana) la sirena comenzó a sonar, junto con las campanas de las iglesias de Santa María y San Juan, dando aviso de la llegada de la aviación fascista compuesta por aviones alemanes e italianos. Permanecería sonando durante las cuatro horas que duró la acción bélica.

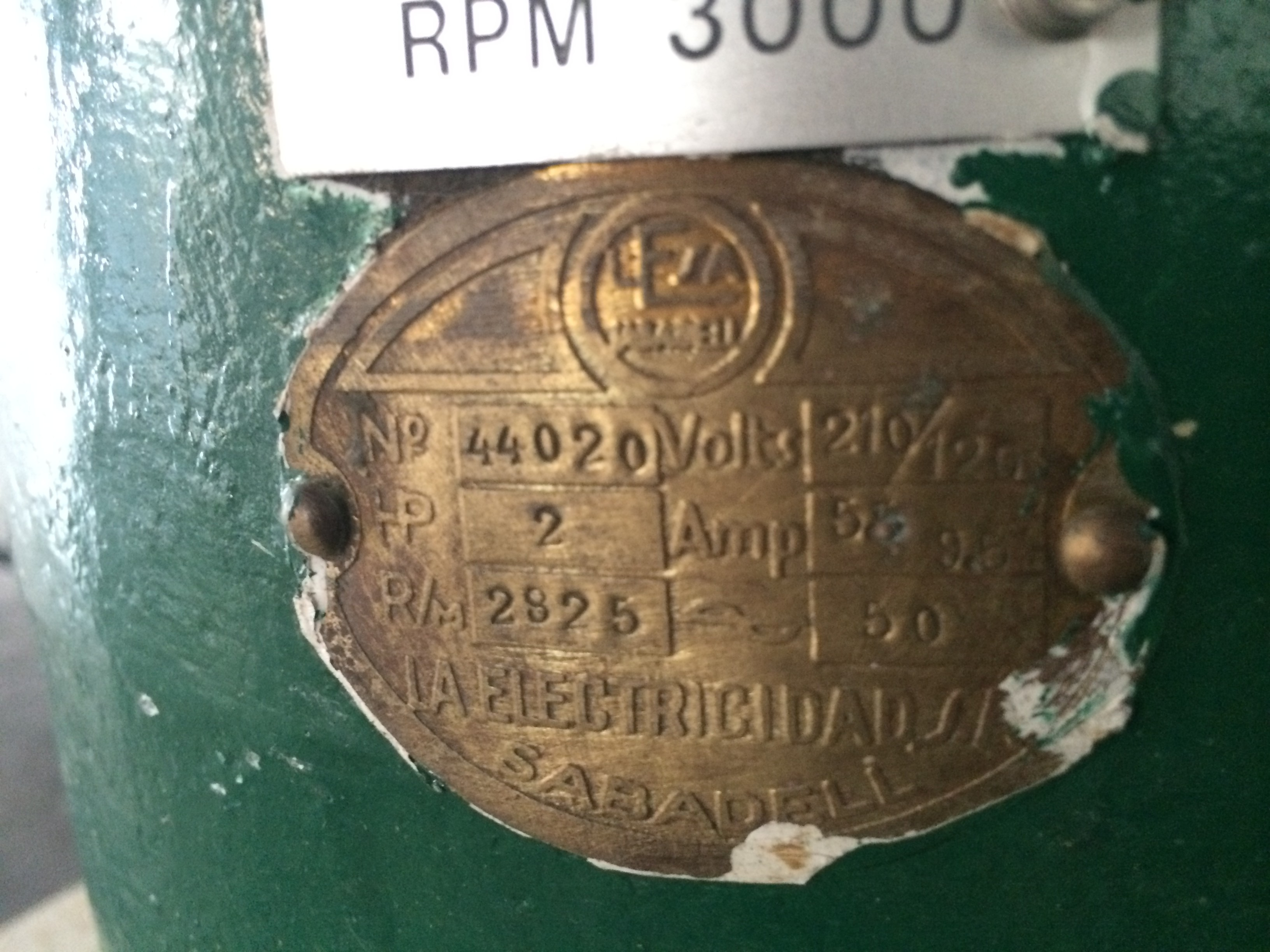
Placa de fabricación de la sirena (autor: Oier Plaza / Astra - Lobak).

La sirena tiene el número de fabricación 44.020. Su potencia es de 2HP alimentada por una tensión de 210 Voltios con frecuencia de red de 50 Hz. El rotor gira a una velocidad de 2.825 revoluciones por minuto. Es una sirena de tipo vertical con un rotor de 10 aperturas y un protector resonador de forma cónica. Conserva en buen estado, todas las partes de este tipo de máquinas, zócalo de fijación, carcasa que protege el motor, eje interno, conector, cuerpo y soporte del rodillo, y el propio carrete.
En 2006 la sirena fue recuperada y restaurada, gracias a la intervención de la plataforma del colectivo Astra y de Lobak ("los nietos y las nietas"). En 2015 se consiguió reunir a la familia y descendientes de la persona encargada de hacerla sonar el día del bombardeo, los Foruria. Desde el año 2012 la sirena se activa de nuevo cada 26 de abril, para recordar aquellos trágicos hechos, en un acto que recibe el nombre de 4 minutu.

## Código de los años de fabricación
Desde el 1927 todas las armas españolas, probadas en el Banco Oficial de Pruebas de Éibar, están marcadas con letras que representan el año de fabricación.
Tabla de correspondencias de letras con años de fabricación
| Cuños | Año  | Cuños | Año  | Cuños | Año  |
| ----- | ---- | ----- | ---- | ----- | ---- |
| A     | 1927 | A1    | 1955 | A2    | 1981 |
| B     | 1928 | B1    | 1956 | B2    | 1982 |
| C     | 1929 | C1    | 1957 | C2    | 1983 |
| CH    | 1930 | CH1   | Nada | CH2   | Nada |
| D     | 1931 | D1    | 1958 | D2    | 1984 |
| E     | 1932 | E1    | 1959 | E2    | 1985 |
| F     | 1933 | F1    | 1960 | F2    | 1986 |
| G     | 1934 | G1    | 1961 | G2    | 1987 |
| H     | 1935 | H1    | 1962 | H2    | 1988 |
| I     | 1936 | I1    | 1963 | I2    | 1989 |
| J     | 1937 | J1    | 1964 | J2    | 1990 |
| K     | 1938 | K1    | 1965 | K2    | 1991 |
| L     | 1939 | L1    | 1966 | L2    | 1992 |
| L     | 1940 | LL1   | Nada | LL2   | Nada |
| M     | 1941 | M1    | 1967 | M2    | 1993 |
| NR    | 1942 | N1    | 1968 | N2    | 1994 |
| ñ     | 1943 | ñ1    | 1969 | ñ2    | 1995 |
| O     | 1944 | O1    | 1970 | O2    | 1996 |
| P     | 1945 | P1    | 1971 | P2    | 1997 |
| Q     | 1946 | Q1    | 1972 | Q2    | 1998 |
| R     | 1947 | R1    | 1973 | R2    | 1999 |
| S     | 1948 | S1    | 1974 | S2    | 2000 |
| T     | 1949 | T1    | 1975 | T2    | 2001 |
| U     | 1950 | U1    | 1976 | U2    | 2002 |
| V     | 1951 | V1    | 1977 | V2    | 2003 |
| X     | 1952 | X1    | 1978 | X2    | 2004 |
| Y     | 1953 | Y1    | 1979 | Y2    | 2005 |
| Z     | 1954 | Z1    | 1980 | Z2    | 2006 |